# Intiyaco (Córdoba)
Intiyaco (o Inti Yaco), que en quechua significa Aguas del Sol,  es una pequeña localidad del departamento Calamuchita, Provincia de Córdoba, Argentina. Se encuentra a 25 km de Villa General Belgrano.
El pueblo está ubicado a 1050 m s. n. m., en el camino une Villa General Belgrano con La Cumbrecita, pasando por Atos Pampa, y a orillas del río Los Reartes. Está rodeado de sierras forradas con abundantes pinos, álamos y robles. Posee un camping con los servicios básicos y algunas hosterías.
Está prohibida la caza, resguardando a los cientos de pájaros y zorros, liebres, zorrinos y gatos monteses que deambulan por las cercanías.
Según la época del año, se pueden apreciar saltarinas truchas que intentan remontar la cuenca.

## Sismicidad
La sismicidad de la región de Córdoba es frecuente y de intensidad baja, y un silencio sísmico de terremotos medios a graves cada 30 años en áreas aleatorias. Sus últimas expresiones se produjeron:
- 22 de septiembre de 1908 (116 años), a las 17.00 UTC-3, con 6,5 Richter, escala de Mercalli VII; ubicación 30°30′0″S 64°30′0″O / -30.50000, -64.50000; profundidad: 100 km; produjo daños en Deán Funes, Cruz del Eje y Soto, provincia de Córdoba, y en el sur de las provincias de Santiago del Estero, La Rioja y Catamarca[2]

- 16 de enero de 1947 (78 años), a las 2.37 UTC-3, con una magnitud aproximadamente de 5,5 en la escala de Richter (terremoto de Córdoba de 1947)[1]

- 28 de marzo de 1955 (70 años), a las 6.20 UTC-3 con 6,9 Richter: además de la gravedad física del fenómeno se unió el desconocimiento absoluto de la población a estos eventos recurrentes (terremoto de Villa Giardino de 1955)

- 7 de septiembre de 2004 (20 años), a las 8.53 UTC-3 con 4,1 Richter

- 25 de diciembre de 2009 (15 años), a las 21.42 UTC-3 con 4,0 Richter